# 조디악 킬러

문제의 편지.

조디악 러(Zodiac Killer)는 1960년대 후반에 북부 캘리포니아에서 활동했던 연쇄 살인자를 말한다. 그의 신원은 아직까지 밝혀지지 않았다.
조디악이라는 명칭은 그가 언론사에 보냈던 일련의 조롱 편지에서 유래된 것으로, 그가 보냈던 편지에는 총 네 개의 암호가 포함되어있다. 그 중 셋은 아직 해독되지 않았다.
조디악은 1968년 12월에서 1969년 10월까지 베니샤, 벌레이오, 베레사 호, 샌프란시스코 등지에서 5명을 살해한 것으로 확인됐다. 그는 16세에서 29세 사이의 남자 네 명과 여자 세 명을 표적으로 삼았다. 이 외에도 조디악의 희생자로 의심되는 경우가 존재하지만 그들을 살인자와 연결하는 결정적인 증거가 발견되지 않았다.
샌프란시스코 경찰국은 2004년 4월에 이 사건을 "활동 없음(inactive)"으로 구분하였으나, 2007년 3월에 사건 수사를 재개했다. 이 사건은 다른 관할구역에서도 여전히 종결되지 않은 상태다.
2020년에 암호 하나를 해독하는데 성공했다.

## 희생자

### 확인된 희생자
조디악 자신은 신문사에 보낸 편지를 통해 37명을 살해했다고 주장했으나, 수사 당국은 오직 7명(2명은 살아남음)에 대해서만 확인하고 있다.
- 데이비드 아서 패러데이(17세), 베티 루 젠슨(16세): 1968년 12월 20일 베니샤 시 외각의 허먼 로드 호에서 총에 맞고 살해당함.
- 마이클 르노 마고(19세), 달린 엘리자베스 페린(22세): 1969년 6월 4일 벌레이오 외각의 "블루 록 스프링스 골프 코스"의 주차장에서 총에 맞음. 달린은 카이저 재단 병원으로 옮겨졌으나 이미 사망한 상태였음. 마이클은 살아남.
- 브라이언 캘빈 하트넬(20세), 세실리아 앤 셰퍼드(22세): 1969년 9월 27일에 지금은 "조디악 섬"으로 불리는 나파 카운티의 베레사 호에서 칼에 찔림. 하트넬은 등을 6차례 찔렸음에도 살아남았으나, 셰퍼드는 이틀 후에 사망함.
- 폴 리 스타인(29세): 1969년 10월 11일 샌프란시스코의 프리시디오 하이츠에서 총에 맞고 살해당함.

### 의심되는 희생자
추가적으로 조디악의 희생자일 가능성이 있는 사건들이 발견됐지만 증거가 불충분하여 확정받지 못하고 있다. 다음과 같은 이들이 잘 알려져 있다.
- 로버트 도밍고스(18세), 린다 에드워즈(17세): 1963년 6월 4일 롬폭 가까이의 해변에서 총에 맞고 살해당함. 조디악의 베레사 호에서의 살인과 특징적인 유사점이 발견되어 조디악의 희생자로 의심됨.
- 셰리 조 베이츠(18세): 1966년 10월 30일 리버사이드의 리버사이드 커뮤니티 대학에서 거의 목이 잘릴 정도로 베여 살해당함. 베이츠 사건과 조디악의 관련성이 조명된 것은 단지 4년 후에 샌프란시스코 크로니클 지의 기자 폴 에이버리가 베이츠의 사건과 조디악 살인 사건들과의 유사성을 지적하는 정보를 제공받은 이후부터이다.
- 캐슬린 존스(22세): 1970년 3월 22일 모데스토 서부 I-580 간선 고속도로 근방의 132 고속도로에서 납치당함. 존스는 3시간 만에 스탁튼과 패터슨 사이의 시골길에서 그녀와 그녀의 어린 딸을 태우고 운전하는 남자의 차에서 탈출함. 그녀는 탈출 후 패터슨의 경찰서에서 조디악의 수배 포스터를 보았고 그를 납치범으로 지목함.
- 도나 래스(25세): 1970년 9월 26일 남부 타호 호에서 마지막으로 발견 됨. 포리스트 파인스(Forest Pines) 콘도(타호 호 근처 경사진 마을에 있는) 광고가 뒷면에 붙어 있는 엽서가 1971년 3월 22일 크로니클 지 사옥에 도착했으며, 일부 사람들은 이것이 조디악이 래스의 살해를 주장한 것으로 판단함. 해당 엽서와 조디악과의 연관성은 결론이 나지 않았으며 래스의 시신 역시 찾지 못함.

## 용의자

### 잭 테런스
새크라맨토 소재 CBS 채널 13 TV에 제보를 한 데니스 카프먼은 조디악 킬러가 자신의 의부인 잭 테런스가 확실하다고 주장했다. 카프먼은 자기 의부가 조디악 킬러라는 주장을 증명하려고 8년간 증거를 모은 사람으로서 그 남자가 제출한 증거는 조디악 킬러의 필체와 일치하는 테런스의 필체, 피 묻은 테런스의 식칼, 조디악 킬러의 위장복과 테런스의 소지품의 일치 등이다. 미합중국 연방수사국에서는 카프만이 제출한 증거들을 DNA 검사를 이용해 조디악 킬러와 일치하는지 조사한다.

### 아서 리 앨런[Arthur Leigh Allen(1933. 12. 18 - 1992. 8. 26)]
마이크 마고[Mike Mageau]가 아서 리 앨런 일명 "리[Lee]"를 지목하자 당국은 기소하려고 심리를 소집했지만, 앨런은 심리가 열리기 직전에 심장마비로 쓰러졌다.
2002년 조디악 편지에서 검출된 디엔에이 일부가 앨런의 DNA와 불일치했는데도 샌프란시스코 경찰국과 벌레이오 경찰국은 아서 리 앨런을 용의자로 간주한다.
2004년 샌프란시스코 경찰국은 조디악 사건 수사를 종결했지만, 나파, 솔러노, 벌레이오에서도 조디악 사건을 수사 중이었으나 끝내 수사를 종결하여 현재는 미제사건으로 남았다 조디악 사건의 유력한 용의자는 아서 리 앨런이다.
조디악을 잡으려고 할 때, 센프란시스코 경찰국은 용의자 명단 중에 제1위가 아서 리 앨런이라고 하며, 그 남자의 집에서는 조디악의 물건으로 보이는 물건이 상당히 많이 나왔다.
- 첫째는 많은 사람의 유전자가 담긴 피 묻은 칼
- 둘째는 앨런의 자백, 그 남자의 지인 중 그 남자가 자신이 여러 죄를 저질렀다고 했다.
- 셋째는 총기와 고무줄과 리처드 코넬의 시계 코넬의 시계는 조디악의 시계였다.

그런데도 앨런의 증거는 없는 데다가 그 남자의 필체는 조디악과 달랐다.

### 앨 번 베스트 주니어
앨 번 베스트 주니어의 아들인 게리 스튜어트가 자신의 아버지가 조디악이라고 주장했고 그것을 대상으로 한 책을 저술하면서 그 근거 3가지를 밝혔다.
- 첫째로는 그 사람의 사진이었다. 그것은 전의 조디악의 몽타주와 많이 일치하였다.
- 둘째로는 그 사람의 필기체였다. 그 사람이 아내에게 보냈던 편지와 그 사람이 쓴 협박 편지와 필기체가 유사했다.
- 셋째로는 그 사람이 편지에 자신의 이름을 비밀 문자로써 적었는데 그 사람의 아들이 해석하였더니'앨 번 베스트 주니어'가 나왔다.